# Liste des châteaux du Nord
Cet article recense de manière non exhaustive les châteaux (de défense ou d'agrément), maisons fortes, mottes castrales, situés dans le département français du Nord. Il est fait état des inscriptions et classements au titre des monuments historiques.

## Liste
| Icône            | Signification    | Abréviations             | Abréviations                  | Abréviations             | Abréviations           |
| ---------------- | ---------------- | ------------------------ | ----------------------------- | ------------------------ | ---------------------- |
| Château fort     | Château fort     | = Bastide                | = Ferme fortifiée             | = Maison forte           | = (Néo-)Palladianisme  |
| Renaissance      | Renaissance      | = Château gascon         | = Folie (montpelliéraine)     | = Manoir, Gentilhommière | = Résidence épiscopale |
| Domaine viticole | Domaine viticole | = Classicisme, classique | = Forteresse, fort(ification) | = Maison (noble)         | = Style Beaux-Arts     |
| Palais           | Palais           | = Commanderie            | = Gothique (flamboyant)       | = Néo-baroque            | = Style Second Empire  |
| Ruine ou disparu | Ruine, disparu   | = Château pinardier      | = Hôtel particulier           | = Néo-classique          | = Style italianisant   |
|                  |                  | = Demeure seigneuriale   | ... = Style Louis XII...XVI   | = Néo-gothique           | = Style troubadour     |
|                  |                  | = Éclectisme             | = Logis (seigneurial)         | = Néo-Renaissance        | = Villa (de Nice)      |
| Baroque, rococo  | Baroque, rococo  | = Édifice religieux      | = Motte castrale/féodale      | = Pavillon de chasse     | = Styles du XXe siècle |

| Type                                  | Château                                                      | Commune                           | Protection                                                                                                | Notes | Coordonnées                 | Illustration |
| ------------------------------------- | ------------------------------------------------------------ | --------------------------------- | --- | --- | --------------------------- | ------------ |
| Néo-classique                         | Château de l'abbaye de Cysoing                               | Cysoing                           | Inscrit MH (2008) · Notice no PA59000139 · Notice no IA59001662                                           | XVIIIe et XIXe siècles | 50° 33′ 53″ N, 3° 12′ 55″ E |              |
| Classicisme, classique                | Château de l'abbaye Saint-Aubert                             | Avesnes-le-Sec                    | Classé MH (1983) · Inscrit MH (1983) · Notice no PA00107357                                               | XVIIe et XVIIIe siècles, XIXe siècle | 50° 15′ 10″ N, 3° 22′ 24″ E |              |
| Néo-classique                         | Château d'Assignies                                          | Mérignies                         | Inscrit MH (2012) · Notice no PA59000179                                                                  | XIXe siècle | 50° 30′ 24″ N, 3° 05′ 23″ E |              |
| Renaissance                           | Château d'Aubry-du-Hainaut                                   | Aubry-du-Hainaut                  | | XVIe siècle | 50° 22′ 09″ N, 3° 27′ 48″ E |              |
| Néo-gothique                          | Château d'Auby                                               | Auby                              | | XVIIIe et XIXe siècles, mairie | 50° 24′ 55″ N, 3° 03′ 26″ E |              |
| Château fort · Classicisme, classique | Château d'Audignies                                          | Audignies                         | Inscrit MH (1984) · Notice no PA00107350 · Notice no IA59000627                                           | XIVe siècle, XVIIe et XVIIIe siècles | 50° 17′ 24″ N, 3° 48′ 32″ E |              |
| Château fort                          | Château de Bailleul                                          | Condé-sur-l'Escaut                | Classé MH (1904) · Inscrit MH (1987) · Notice no PA00107436 · Notice no IA59002815                        | XVe et XVIIe siècles | 50° 26′ 58″ N, 3° 35′ 27″ E |              |
| Château fort · Classicisme, classique | Château de Bellignies                                        | Bellignies                        | Notice no IA59000615 Notice no IA59001640                                                                 | XIIIe et XVIIe siècles, XVIIIe et XIXe siècles | 50° 19′ 34″ N, 3° 46′ 13″ E |              |
| Style Louis XV                        | Château de Bernicourt                                        | Roost-Warendin                    | Inscrit MH (1987) · Notice no PA00107788                                                                  | XVIIIe et XIXe siècles | 50° 25′ 22″ N, 3° 06′ 12″ E |              |
| Château fort · Renaissance            | Château de la Briarde                                        | West-Cappel                       | Inscrit MH (1993) · Classé MH (1995) · Notice no PA00125634 · Notice no IA00067279 · Notice no IA59001776 | XVe et XVIe siècles, XVIIIe et XIXe siècles | 50° 55′ 46″ N, 2° 30′ 33″ E |              |
| Style Louis XV                        | Château de Brigode                                           | Villeneuve-d'Ascq                 | Notice no IA59001769                                                                                      | XVIIIe et XXe siècles, détruit reste communs | 50° 37′ 44″ N, 3° 09′ 46″ E |              |
| Château fort · Style Louis XV         | Château de Busigny                                           | Busigny                           | Inscrit MH (1978) · Notice no PA00107392                                                                  | Moyen Âge, XVIIIe siècle | 50° 01′ 56″ N, 3° 28′ 11″ E |              |
| Résidence épiscopale                  | Palais archiépiscopal de Cambrai                             | Cambrai                           | Classé MH (1921) · Notice no PA00107411                                                                   | 1620 |                             |              |
|                                       | Châtellenie de Cassel                                        | Cassel                            | Classé MH (1910) · Notice no PA00107419 · Notice no M0617                                                 | XVIe siècle, musée de Flandre |                             |              |
|                                       | Château de Clermont                                          | Béthencourt                       | | après 1730, démoli en 2007 |                             |              |
| Château fort                          | Château des comtes de Hainaut (Château de Nicolas d'Avesnes) | Condé-sur-l'Escaut                | Inscrit MH (1948) · Classé MH (2006) · Notice no PA00107435                                               | XIIe et XIIIe siècles |                             |              |
|                                       | Château des comtes de Lallaing                               | Lallaing                          | Inscrit MH (2003) · Notice no PA59000093                                                                  | XIVe siècle, vestige |                             |              |
|                                       | Château de Courcelette                                       | Lannoy                            | | XVIIe siècle |                             |              |
|                                       | Château de Coutant                                           | Saint-Hilaire-sur-Helpe           | Inscrit MH (1947) · Notice no PA00107804 · Notice no IA59001748                                           | XIIe siècle |                             |              |
|                                       | Château de la Croix Blanche                                  | Croix                             | | 1878, mairie |                             |              |
|                                       | Château Dampierre                                            | Anzin                             | Inscrit MH (2009) · Notice no PA59000145                                                                  | XIXe siècle | 50° 21′ 57″ N, 3° 30′ 25″ E |              |
|                                       | Château Desandrouin                                          | Fresnes-sur-Escaut                | | XVIIIe siècle |                             |              |
|                                       | Château de Dourlers                                          | Dourlers                          | Inscrit MH (1992) · Notice no PA00107926 · Notice no IA59001671                                           | musée du Scoutisme |                             |              |
|                                       | Château des Douaniers                                        | Fresnes-sur-Escaut                | Inscrit MH (1982) · Notice no PA00107534                                                                  | XVIIIe siècle | 50° 26′ 25″ N, 3° 33′ 44″ E |              |
|                                       | Château d'Engelshof                                          | Bambecque                         | Inscrit MH (1983) · Notice no PA00107361                                                                  | |                             |              |
|                                       | Château de l'Ermitage                                        | La Neuville                       | Inscrit MH (1966) · Notice no PA00107762                                                                  | |                             |              |
| Château fort                          | Château d'Esnes                                              | Esnes                             | Classé MH (1971) · Inscrit MH (1971) · Notice no PA00107516                                               | XIIe siècle | 50° 06′ 04″ N, 3° 18′ 34″ E |              |
| Château fort                          | Château d'Esquelbecq                                         | Esquelbecq                        | Classé MH (1987) · Notice no PA00107517 · Notice no IA59001677                                            | XIIIe siècle | 50° 53′ 07″ N, 2° 25′ 48″ E |              |
|                                       | Château de Flers (Ferme d'en Bas)                            | Villeneuve-d'Ascq                 | Inscrit MH (1951) · Notice no PA00107880                                                                  | 1661, musée | 50° 38′ 09″ N, 3° 07′ 58″ E |              |
|                                       | Château Florin                                               | Croix                             | | 1880, maison pour Tous |                             |              |
|                                       | Château de la Fontaine                                       | Croix                             | | 1605 |                             |              |
|                                       | Château des Frenelles                                        | Bouvignies                        | | |                             |              |
|                                       | Château de Fretin                                            | Fretin                            | Inscrit MH (1994) · Notice no PA00132800                                                                  | XVIIe siècle |                             |              |
| Ruine ou disparu                      | Château de Gœulzin                                           | Gœulzin                           | Inscrit MH (2002, 2007) · Notice no PA59000087                                                            | XIIe siècle | 50° 19′ 02″ N, 3° 05′ 30″ E |              |
|                                       | Château Gossuin                                              | Ferrière-la-Petite                | | XVIIIe siècle, mairie |                             |              |
|                                       | Château de Gravelines                                        | Gravelines                        | Classé MH (1936) · Inscrit MH (1948) · Notice no PA00107540                                               | 1528, musée du dessin et de l'estampe | 50° 59′ 10″ N, 2° 07′ 24″ E |              |
|                                       | Château de Gussignies                                        | Gussignies                        | | XVIIIe siècle |                             |              |
| Manoir, gentilhommière                | Manoir d'Hallennes                                           | Hallennes-lez-Haubourdin          | Inscrit MH (1975) · Notice no PA00107543                                                                  | 1502 |                             |              |
|                                       | Château de l'Hamerhouck                                      | Cassel                            | Inscrit MH (1992) · Notice no PA00107925 · Notice no IA59001651                                           | 1840 |                             |              |
|                                       | Château d'en Haut                                            | Jenlain                           | Inscrit MH (1987) · Notice no PA00107558                                                                  | XVIIIe siècle |                             |              |
|                                       | Château de l'Hermitage                                       | Condé-sur-l'Escaut                | Classé MH (1924, 1928) · Notice no PA00107437                                                             | 1786 | 50° 29′ 12″ N, 3° 35′ 46″ E |              |
|                                       | Château d'Hugémont                                           | Dompierre-sur-Helpe               | Inscrit MH (2000) · Notice no PA59000057 · Notice no IA59001664                                           | XVIIe siècle |                             |              |
|                                       | Château d'Isenghien                                          | Lomme                             | | cinéma | 50° 39′ 05″ N, 2° 58′ 57″ E |              |
| Ruine ou disparu                      | Château de Jeumont                                           | Jeumont                           | Inscrit MH (1997) · Notice no PA59000007                                                                  | XVIIe siècle, vestiges |                             |              |
|                                       | Château de Landas                                            | Loos                              | Inscrit MH (1984) · Notice no PA00107733                                                                  | XVIIIe siècle |                             |              |
|                                       | Château de Ligny                                             | Ligny-en-Cambrésis                | | IXe siècle, hôtel |                             |              |
|                                       | Citadelle de Lille                                           | Lille                             | Classé MH (2012) · Notice no PA00107573 · Notice no IA59001715                                            | 1667 |                             |              |
|                                       | Château du Loir                                              | Sars-et-Rosières                  | | |                             |              |
|                                       | Château Maillard                                             | Eppe-Sauvage                      | | 1773, chambre d'hôtes |                             |              |
|                                       | Château de la Marlière                                       | Fourmies                          | | Hôtel |                             |              |
| Château fort                          | Château de Montmonrency                                      | Montigny-en-Ostrevent             | Inscrit MH (1929) · Notice no PA00107757                                                                  | |                             |              |
|                                       | Château de la Motte-aux-Bois                                 | Morbecque                         | | 1065 |                             |              |
|                                       | Château de la Motte Fénelon                                  | Cambrai                           | | XIVe siècle |                             |              |
|                                       | Château de Noordpeene                                        | Noordpeene                        | Inscrit MH (2016) · Notice no PA59000196                                                                  | 1485, ou château de la tour |                             |              |
|                                       | Hôpital Notre-Dame (Hôpital Marguerite-de-Flandre)           | Seclin                            | Classé MH (1932) · Notice no PA00107812                                                                   | 1340, établissement hospitalier |                             |              |
|                                       | Château d'Obies                                              | Obies                             | Inscrit MH (2010) · Notice no PA59000167                                                                  | XVIIIe siècle |                             |              |
|                                       | Château des Ormes                                            | Lambersart                        | | XIXe siècle | 50° 39′ 24″ N, 3° 01′ 41″ E |              |
| Château fort                          | Tour d'Ostrevant (Ostrevent)                                 | Bouchain                          | Classé MH (1992) · Notice no PA00107382 · Notice no M0614                                                 | XIIe siècle, musée |                             |              |
|                                       | Château de la Phalecque                                      | Lompret                           | | XVIIIe siècle |                             |              |
|                                       | Château de Philippe de Comines                               | Renescure                         | Inscrit MH (1981) · Notice no PA00107783                                                                  | |                             |              |
|                                       | Château de Pont-de-Sains                                     | Féron                             | Inscrit MH (1948) · Notice no PA00107524 · Notice no IA59001680                                           | |                             |              |
| Château fort                          | Château de Potelle                                           | Potelle                           | Inscrit MH (1944) · Notice no PA00107775                                                                  | XIIIe siècle |                             |              |
|                                       | Château de Prémesques                                        | Prémesques                        | | XVIIe siècle |                             |              |
|                                       | Château comtal du Quesnoy                                    | Le Quesnoy                        | Inscrit MH (2016) · Notice no PA59000197                                                                  | 1160 |                             |              |
|                                       | Château de Raismes                                           | Raismes                           | Inscrit MH (1946) · Notice no PA00107780                                                                  | XVIIIe siècle |                             |              |
|                                       | Château de Rametz                                            | Saint-Waast-la-Vallée             | Classé MH (1979) · Inscrit MH (1979) · Notice no PA00107805 · Notice no IA59001751                        | XVIIIe siècle |                             |              |
|                                       | Château de Ranette                                           | Cambrai                           | Inscrit MH (1964) · Notice no PA00107397                                                                  | XVIIIe siècle |                             |              |
|                                       | Château de Rieulay                                           | Rieulay                           | Inscrit MH (1973) · Notice no PA00107785                                                                  | |                             |              |
|                                       | Château de Rieux-en-Cambrésis                                | Rieux-en-Cambrésis                | | |                             |              |
| Palais                                | Palais Rihour                                                | Lille                             | Classé MH (1875) · Notice no PA00107721                                                                   | XVe siècle Office de tourisme |                             |              |
|                                       | Château de Robersart                                         | Wambrechies                       | Le parc et son étang sont inscrits au pré-inventaire des jardins remarquables.                            | XVIIIe siècle, musée |                             |              |
|                                       | Château de Roucourt                                          | Roucourt                          | | 1765 |                             |              |
|                                       | Château de Rupilly                                           | Mérignies                         | Inscrit MH (1982) · Notice no PA00107753                                                                  | |                             |              |
|                                       | Château du Sart                                              | Villeneuve-d'Ascq                 | Inscrit MH (1988) · Notice no PA00107884                                                                  | 1740 |                             |              |
| Château fort                          | Château de Selles                                            | Cambrai                           | Classé MH (1981) · Notice no PA00107398                                                                   | XIe siècle, tribunal |                             |              |
|                                       | Château de Socx                                              | Socx                              | Inscrit MH (1976, 2006) · Notice no PA00107817 · Notice no IA59001755                                     | XIXe siècle |                             |              |
| Château fort                          | Château de Steene (Steenbourg ou Zylof)                      | Steene                            | Classé MH (1983) · Notice no PA00107826 · Notice no IA00067265                                            | 1574 |                             |              |
|                                       | Ferme des Templiers                                          | Verlinghem                        | Classé MH (1920) · Notice no PA00107876                                                                   | XVIe siècle |                             |              |
|                                       | Château de Trélon                                            | Trélon                            | Inscrit MH (1986) · Notice no PA00107845 · Notice no IA59001763                                           | XVIIIe siècle |                             |              |
|                                       | Palais Vaissier                                              | Tourcoing                         | Inscrit MH (1988) · Notice no PA00107841 · Notice no IA59000811                                           | 1891, disparu |                             |              |
|                                       | Château Vandamme                                             | Cassel                            | Classé MH (1980) · Notice no PA00107418 · Notice no IA59001649                                            | |                             |              |
|                                       | Château de Verlinghem                                        | Verlinghem                        | | |                             |              |
|                                       | Château du Vert-Bois                                         | Bondues                           | Classé MH (1962) · Inscrit MH (1987) · Notice no PA00107380 · Notice no IA59001645                        | 1660 |                             |              |
|                                       | Château de Vésignion                                         | Lewarde                           | Inscrit MH (1983) · Notice no PA00107564 · Notice no IA59001694                                           | 1765 |                             |              |
|                                       | Château de la Vigne                                          | Bondues                           | | XVIIe siècle |                             |              |
|                                       | Château de Villers-Campeau                                   | Bruille-lez-Marchiennes et Somain | Inscrit MH (2016) · Notice no PA59000198                                                                  | XVIIIe siècle |                             |              |
|                                       | Château Voyaux                                               | Eppe-Sauvage                      | | XVIe siècle |                             |              |
|                                       | Château de Warnicamps                                        | Houdain-lez-Bavay                 | | XIVe et XVIIe siècles |                             |              |
|                                       | Château de Wignacourt                                        | Flêtre                            | Inscrit MH (2002) · Notice no PA59000086                                                                  | 1364 |                             |              |
|                                       | Manoir du Withof                                             | Bourbourg                         | | |                             |              |
|                                       | Château de Zuthove                                           | Renescure                         | | XVIIe siècle |                             |              |
|                                       | Château d'Aigremont                                          | Ennevelin                         | | Détruit en 1794 après les assauts des Autrichiens. Le château était doté de douves, d'une chapelle et d'une ferme. Seule la ferme et les douves qui entourent cette dernière existent encore aujourd'hui. Les douves du château détruit ont été remplies.                                           |                             |              |
|                                       | Château Biscoop                                              | Ennevelin                         | | Détruit en 1918 lors du retrait des troupes allemandes. |                             |              |
|                                       | Château Blanc                                                | Ennevelin                         | | Construit en 1824. Propriété privée aujourd'hui. |                             |              |
|                                       | Château d'Ennevelin                                          | Ennevelin                         | | Construit après la destruction du château d'Aigremont. Détruit après le retrait des troupes allemandes durant le Seconde Guerre mondiale. Le territoire du château a été transmis au début des années 2000 par l'héritier de la famille des Rotours à la commune d'Ennevelin pour en faire un parc. |                             |              |
|                                       | Château de Vendegies au Bois                                 | Vendegies-au-Bois                 | | XVIe siècle |                             |              |
|                                       | Château d'Avelin                                             | Avelin                            | | Vers 1780 |                             |              |